# BIGSSS
Die Bremen International Graduate School of Social Sciences (BIGSSS) ist eine Graduiertenschule, die von der Universität Bremen und der Jacobs University Bremen gemeinsam betrieben wird, und im Rahmen der Exzellenzinitiative des Bundes und der Länder zur Förderung von Wissenschaft und Forschung gefördert wird.
Hervorgegangen ist die BIGSSS aus der bereits seit 2002 bestehenden, durch die Volkswagen Stiftung geförderten, Graduate School of Social Sciences (GSSS) der Universität Bremen und den sozialwissenschaftlichen Graduiertenprogrammen der Jacobs University: Jacobs University’s School of Humanities and Social Sciences (SHSS) und des Jacobs Center on Lifelong Learning and Institutional Development (JCLL).
Das Schwerpunktthema in der englischsprachigen Doktorandenausbildung und Forschung ist „Changing Patterns of Social and Political Integration“. Diesem Oberthema sind die drei Themenfelder der BIGSSS zugeordnet:
- Global Governance and Regional Integration
- Welfare State, Inequality and Quality of Life
- Changing Lives in Changing Socio-Cultural Contexts

Die BIGSSS arbeitet eng mit zahlreichen renommierten Forschungseinrichtungen im regionalen, nationalen und internationalen Umfeld zusammen und ist Teil eines weltweiten Netzwerks von Programmen zur Graduiertenausbildung.